# Urschenheim
Urschenheim [yʁʃənaim]  est une commune française située dans la circonscription administrative du Haut-Rhin et, depuis le 1er janvier 2021, dans le territoire de la Collectivité européenne d'Alsace, en région Grand Est.
Cette commune se trouve dans la région historique et culturelle d'Alsace.

## Géographie
Le village d’Urschenheim est situé dans l'aire urbaine de Colmar entre le Ried et la Hardt sur l’ancienne voie romaine venant de Bâle et se dirigeant vers Strasbourg.
Commune du canton d’Andolsheim depuis 1802, sa superficie est de 642 hectares dont 110 hectares de forêts (103 hectares sont propriété de la commune, Hardtwald et Geisenlehnwald). Son territoire est très plat, avec une altitude de 189 m dans sa partie est et 185 à l'ouest. Elle est irriguée par la Rigole de Widensolen qui la traverse du sud au nord.
La commune d’Urschenheim est traversée par deux routes départementales :
- la RD 9 dans le sens nord-sud, de Muntzenheim vers Widensolen ;
- la RD 9I dans le sens est-ouest, de Durrenentzen vers Fortschwihr.

### Communes limitrophes
|             | Muntzenheim | Durrenentzen |
| Fortschwihr | Urschenheim |              |
|             | Widensolen  |              |

### Hydrographie

#### Réseau hydrographique
La commune est dans le bassin versant du Rhin au sein du bassin Rhin-Meuse. Elle est drainée par la rigole de Widensohlen,.
La rigole de Widensohlen, d'une longueur de 17 km, prend sa source dans la commune de Neuf-Brisach et se jette  dans la Blind à Jebsheim, après avoir traversé sept communes. 

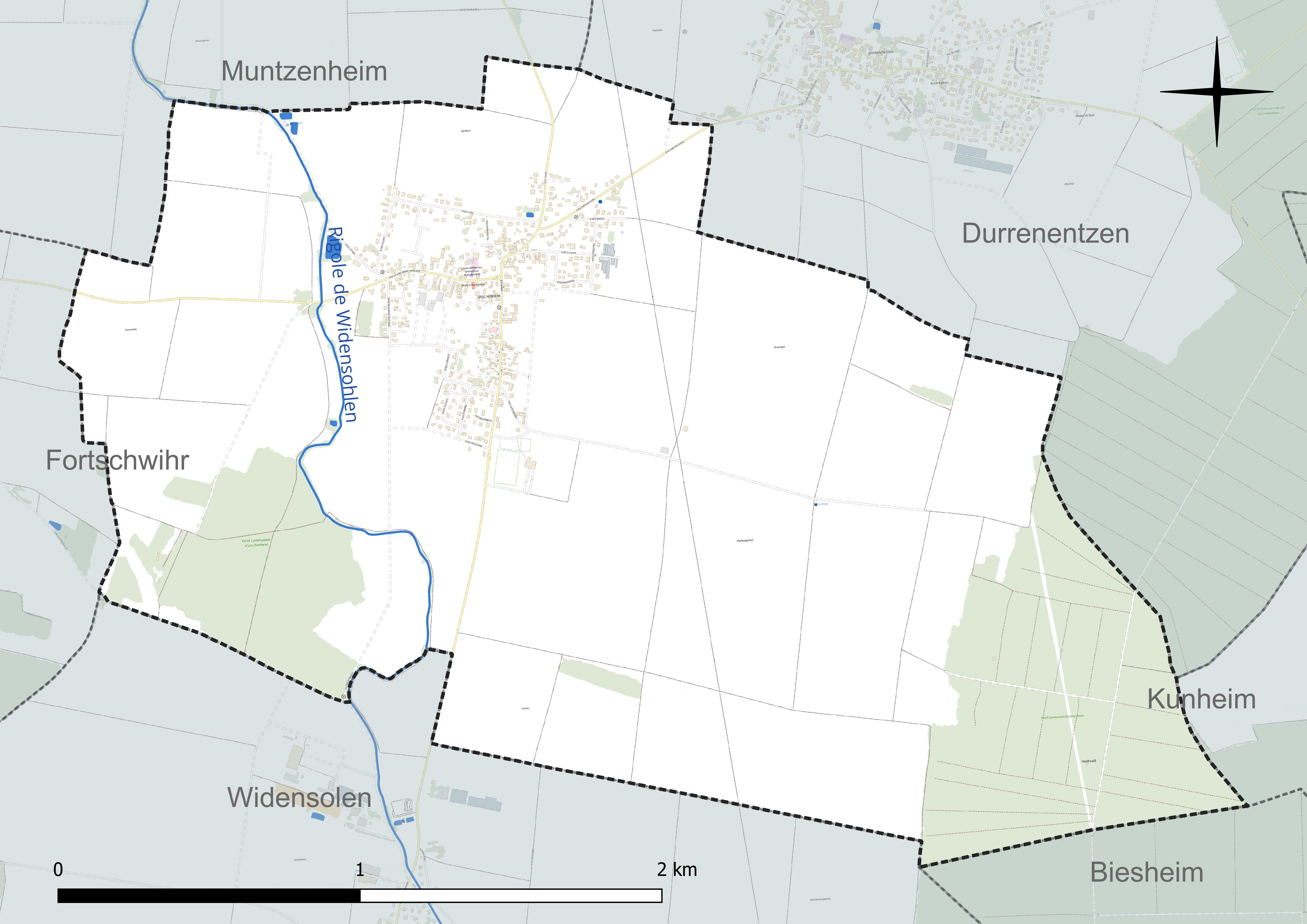
Réseau hydrographique d'Urschenheim.

#### Gestion et qualité des eaux
Le territoire communal est couvert par le schéma d'aménagement et de gestion des eaux (SAGE) « Ill Nappe Rhin ». Ce document de planification concerne la nappe phréatique rhénane, les cours d'eau de la plaine d'Alsace et du piémont oriental du Sundgau, les canaux situés entre l'Ill et le Rhin et les zones humides de la plaine d'Alsace. Le périmètre s’étend sur 3 596 km2. Il a été approuvé le 17 janvier 2005. La structure porteuse de l'élaboration et de la mise en œuvre est la région Grand Est. 
La qualité des cours d’eau peut être consultée sur un site dédié géré par les agences de l’eau et l’Agence française pour la biodiversité. 

### Climat
Pour des articles plus généraux, voir Climat du Grand Est et Climat du Haut-Rhin.
En 2010, le climat de la commune est de type climat océanique altéré, selon une étude du Centre national de la recherche scientifique s'appuyant sur une série de données couvrant la période 1971-2000. En 2020, Météo-France publie une typologie des climats de la France métropolitaine dans laquelle la commune est exposée à un climat semi-continental et est dans la région climatique  Alsace, caractérisée par une pluviométrie faible, particulièrement en automne et en hiver, un été chaud et bien ensoleillé, une humidité de l’air basse au printemps et en été, des vents faibles et des brouillards fréquents en automne (25 à 30 jours). 
Pour la période 1971-2000, la température annuelle moyenne est de 10,5 °C, avec une amplitude thermique annuelle de 17,9 °C. Le cumul annuel moyen de précipitations est de 589 mm, avec 7,6 jours de précipitations en janvier et 9,1 jours en juillet. Pour la période 1991-2020, la température moyenne annuelle observée sur la station météorologique de Météo-France la plus proche, « Colmar-Inra », sur la commune de Colmar à 10 km à vol d'oiseau, est de 11,3 °C et le cumul annuel moyen de précipitations est de 558,0 mm. 
La température maximale relevée sur cette station est de 39,6 °C, atteinte le 13 août 2003 ; la température minimale est de −22,5 °C, atteinte le 22 février 1986,,. 
Les paramètres climatiques de la commune ont été estimés pour le milieu du siècle (2041-2070) selon différents scénarios d'émission de gaz à effet de serre à partir des nouvelles projections climatiques de référence DRIAS-2020. Ils sont consultables sur un site dédié publié par Météo-France en novembre 2022.

## Urbanisme

### Typologie
Au 1er janvier 2024, Urschenheim est catégorisée petite ville, selon la nouvelle grille communale de densité à sept niveaux définie par l'Insee en 2022.
Elle est située hors unité urbaine. Par ailleurs la commune fait partie de l'aire d'attraction de Colmar, dont elle est une commune de la couronne,. Cette aire, qui regroupe 95 communes, est catégorisée dans les aires de 50 000 à moins de 200 000 habitants,.

### Occupation des sols
L'occupation des sols de la commune, telle qu'elle ressort de la base de données européenne d’occupation biophysique des sols Corine Land Cover (CLC), est marquée par l'importance des territoires agricoles (74,6 % en 2018), une proportion sensiblement équivalente à celle de 1990 (74,9 %). La répartition détaillée en 2018 est la suivante : 
terres arables (74,6 %), forêts (18 %), zones urbanisées (7,3 %). L'évolution de l’occupation des sols de la commune et de ses infrastructures peut être observée sur les différentes représentations cartographiques du territoire : la carte de Cassini (XVIIIe siècle), la carte d'état-major (1820-1866) et les cartes ou photos aériennes de l'IGN pour la période actuelle (1950 à aujourd'hui).

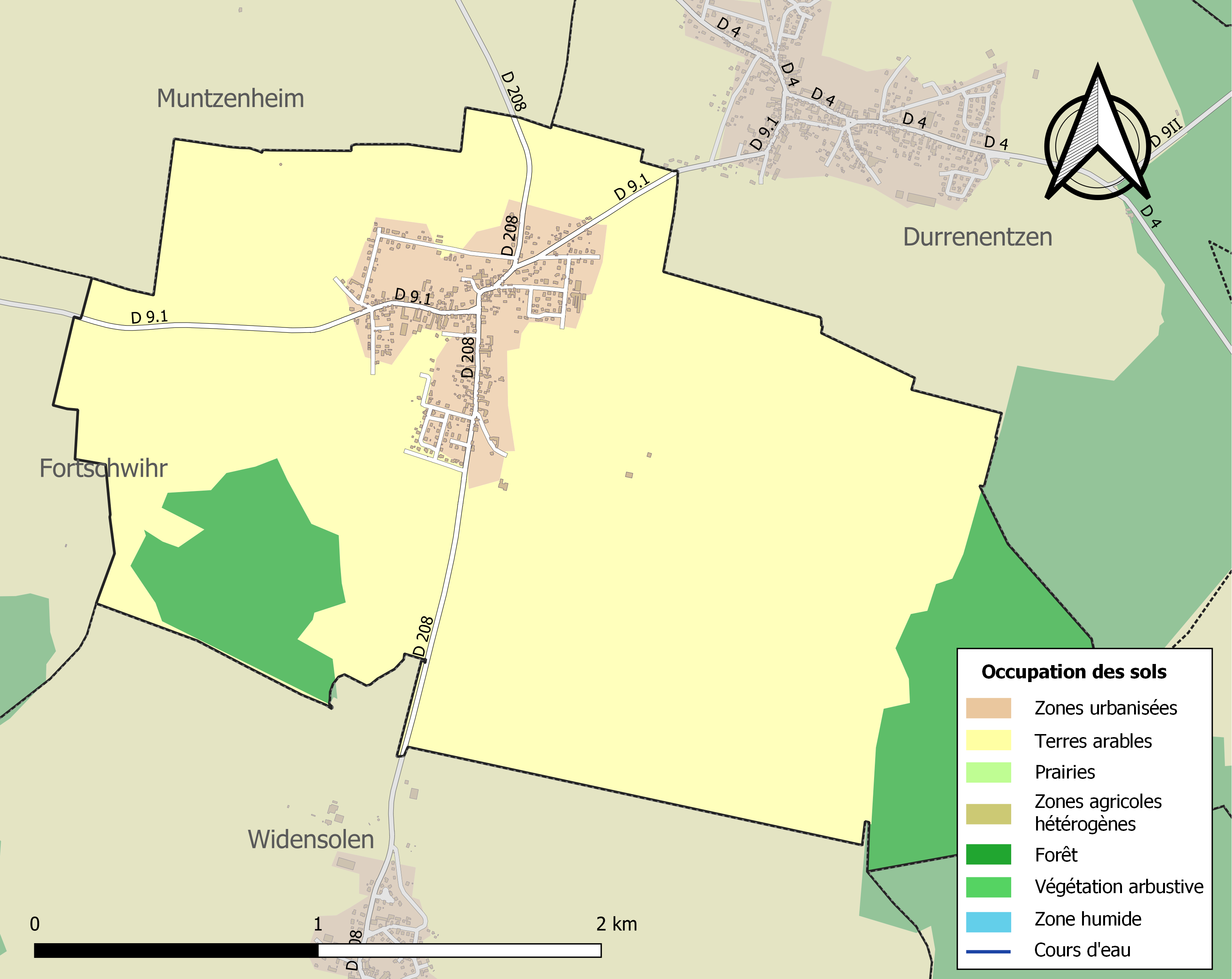
Carte des infrastructures et de l'occupation des sols de la commune en 2018 (CLC).

## Histoire

### Faits historiques
Le village est très ancien dans la plaine d'Alsace, Urschenheim est cité pour la première fois en 817 sous le nom de Uratesheim. L'origine du nom serait germain et signifierait foyer d'Uro. Uro serait l'ancêtre des familles qui se sont fixées à cet endroit. L'appellation évoluera au gré du temps, d'abord Uresheim en 987, puis Ursheim en 1318 et Urszheim en 1639.
Cependant, la présence de tumulis sur le ban communal laisse penser que la présence humaine sur le site est plus ancienne et une voie romaine de Bâle (Basilea) à Strasbourg (Argentorate) traversait le territoire au début de notre ère. Un brassard d'archer trouvé sur le ban est conservé au musée de Strasbourg.
Le village est la propriété des Langraves de Werde (château à Matzenheim dans le Bas-Rhin). À partir de 1325, le village et ses terres sont vendus à l’évêché de Strasbourg, les évêques successifs en seront les seigneurs. De nombreux couvents possèdent des biens à Urschenheim : l'abbaye de Pairis, qui lève la Dîme depuis 1438, les couvents de d'Ebermunster, de Hohenburg, de Marienau, d'Unterliden, les Récollets de Vieux-Brisach, les dominicains, l'ordre de Saint-Jean, l'hôpital de Colmar
La Révolution bouleverse l'ordre établi, les terres sont redistribuées aux habitants, la forêt du Hardtwald et du Geisenlehn deviennent des biens communaux. À cette époque, Urschenheim compte 40 feux et 280 âmes.
Le village souffrira peu de la Première Guerre mondiale. 
Au début de la guerre 39-45, les habitants du village sont évacués vers Saint-Barthélemy-d'Agenais. À la fin de la Seconde Guerre mondiale, en janvier et février 1945, des combats très violents auront lieu dans la région pour la libération de la poche de Colmar. Le village verra quelques-unes de ses demeures détruites. Deux noms de rues rendent hommage à ceux qui ont combattu dans la zone lors de cet épisode douloureux : rue de la 1re Armée Française et rue de la 5e division blindée.

### Héraldique
| Blason d'Urschenheim | Les armes d'Urschenheim se blasonnent ainsi : « D'argent au dragon de sinople langué de gueules. » |

## Politique et administration

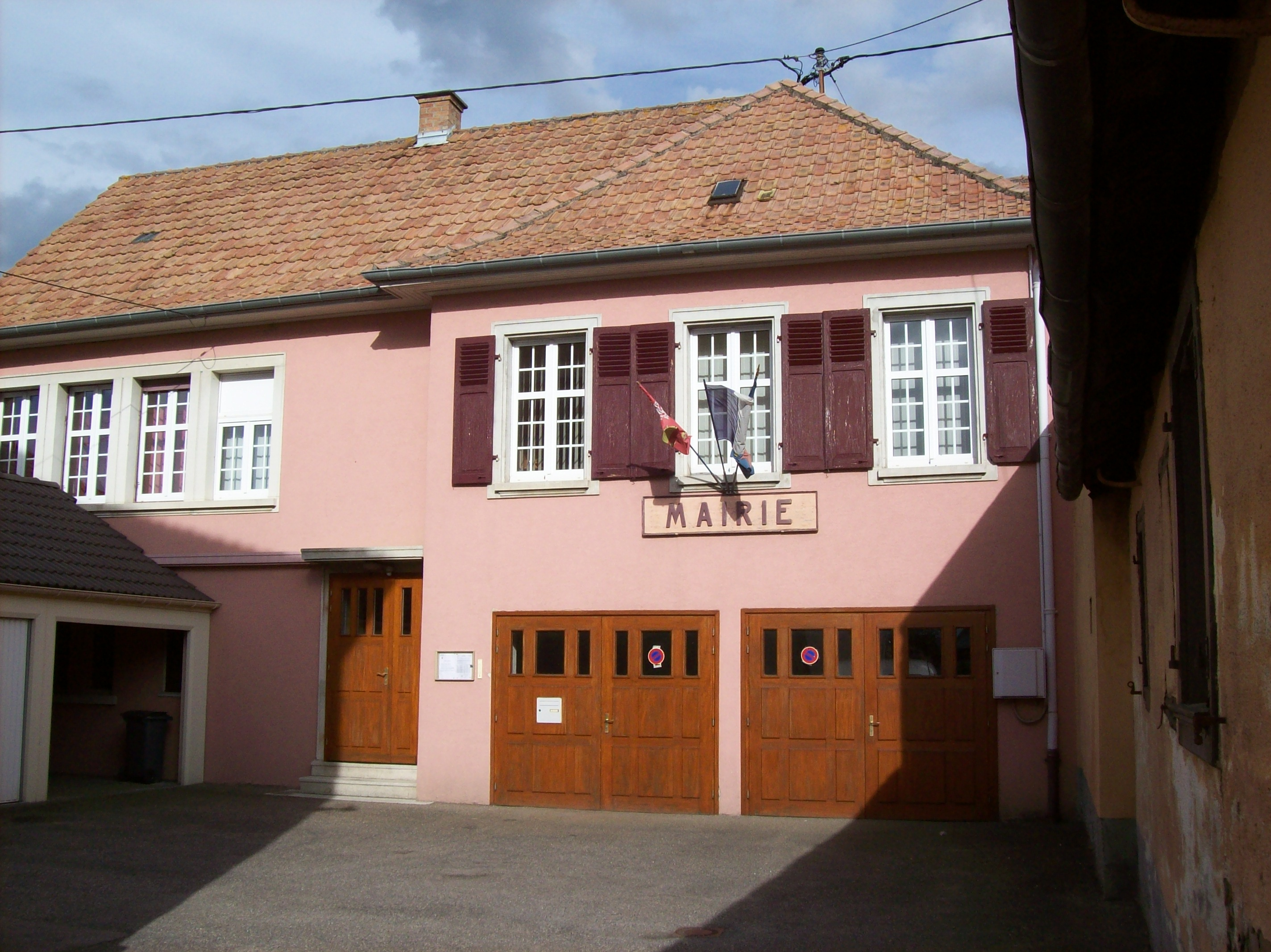
Mairie du village de

| Période                                  | Période   | Identité         | Étiquette | Qualité |
| ---------------------------------------- | --------- | ---------------- | --------- | ------- |
| 1965                                     | 1983      | Raymond Johann   | ?         | Maire   |
| mars 2001                                | mars 2014 | Georges Poncelet | DVD       | Maire   |
| mars 2014                                | En cours  | Robert Kohler    | DVD       | Maire   |
| Les données manquantes sont à compléter. |           |                  |           |         |

## Population et société

### Démographie
L'évolution du nombre d'habitants est connue à travers les recensements de la population effectués dans la commune depuis 1793. Pour les communes de moins de 10 000 habitants, une enquête de recensement portant sur toute la population est réalisée tous les cinq ans, les populations de référence des années intermédiaires étant quant à elles estimées par interpolation ou extrapolation. Pour la commune, le premier recensement exhaustif entrant dans le cadre du nouveau dispositif a été réalisé en 2008.

En 2022, la commune comptait 796 habitants, en évolution de +10,1 % par rapport à 2016 (Haut-Rhin : +0,66 %, France hors Mayotte : +2,11 %).
| 1793 | 1800 | 1806 | 1821 | 1831 | 1836 | 1841 | 1846 | 1851 |
| ---- | ---- | ---- | ---- | ---- | ---- | ---- | ---- | ---- |
| 270  | 290  | 376  | 416  | 481  | 472  | 448  | 433  | 421  |

| 1856 | 1861 | 1866 | 1871 | 1875 | 1880 | 1885 | 1890 | 1895 |
| ---- | ---- | ---- | ---- | ---- | ---- | ---- | ---- | ---- |
| 408  | 410  | 421  | 417  | 392  | 397  | 360  | 333  | 363  |

| 1900 | 1905 | 1910 | 1921 | 1926 | 1931 | 1936 | 1946 | 1954 |
| ---- | ---- | ---- | ---- | ---- | ---- | ---- | ---- | ---- |
| 347  | 364  | 353  | 323  | 315  | 290  | 273  | 246  | 254  |

| 1962 | 1968 | 1975 | 1982 | 1990 | 1999 | 2006 | 2008 | 2013 |
| ---- | ---- | ---- | ---- | ---- | ---- | ---- | ---- | ---- |
| 271  | 301  | 336  | 551  | 569  | 639  | 666  | 674  | 709  |

| 2018 | 2022 | - | - | - | - | - | - | - |
| ---- | ---- | - | - | - | - | - | - | - |
| 748  | 796  | - | - | - | - | - | - | - |

### Enseignement
La commune fait partie d'un regroupement pédagogique intercommunal avec les communes de Durrenentzen et Widensolen. Les enfants sont répartis par niveau dans les écoles des trois villages. Pour les professeurs des écoles, cette solution permet de n'avoir qu'un seul niveau par classe. Un ramassage scolaire par bus assure le transport, 4 fois par jour, des élèves entre ces trois écoles et leurs villages respectifs. Urschenheim reçoit les enfants des cours préparatoire, CE1 et CE2. 
À partir de la 6e, les enfants poursuivent leur scolarité au collège de Fortschwihr.
Puis continue leurs études dans un lycée de Colmar ou autres. 

### Associations
La commune est le siège de plusieurs associations. La plus grande étant le 13Actif regroupant plusieurs sections, Pêche, URSCHEMER’WACKES, GymTonic, et Informatique. Elle est présidée par Thierry GROSSHAENY.

### Sapeurs-Pompiers
Depuis 1905 Urschenheim est doté d'un Centre de Première Intervention (CPI), actuellement il y a 10 sapeurs-pompiers volontaires, dirigé par un Chef de Corps, Dimitri SANCHEZ. Le corps est doté d'un Véhicule de Première Intervention (VPI) et leur dépôt incendie se situe en face de l'école et de la Mairie.
Ils réalisent en moyenne entre 20 et 30 interventions par an.

## Économie
Village essentiellement agricole, le tissu économique est très succinct et se résume à un magasin multi-service, un horticulteur et quelques artisans.

### Emploi
En 1999, la population d'Urschenheim se répartissait à 55,1 % d'actifs, ce qui est supérieur au 45,2 % d'actifs de la moyenne nationale, 13,1 % de retraités, un chiffre inférieur au 18,2 % national. On dénombrait également 25 % de jeunes scolarisés et 6,7 % d'autres personnes sans activité.
Le taux d'activité de la population des 20 à 59 ans d'Urschenheim était de 88 %, avec un taux de chômage de 5,4 %, donc bien inférieur à la moyenne nationale de 12,9 % de chômeurs.
Cette population active travaille essentiellement dans les usines situées le long du Rhin, ou dans le pôle urbain de Colmar.
Répartition des emplois par domaine d'activité
|                             | Agriculteurs | Artisans, commerçants, chefs d'entreprise | Cadres, professions intellectuelles | Professions intermédiaires | Employés | Ouvriers |
| --------------------------- | ------------ | ----------------------------------------- | ----------------------------------- | -------------------------- | -------- | -------- |
| Urschenheim                 | 3,3 %        | 3,3 %                                     | 10,9 %                              | 16,3 %                     | 27,2 %   | 39,1 %   |
| Moyenne nationale           | 2,4 %        | 6,4 %                                     | 12,1 %                              | 22,1 %                     | 29,9 %   | 27,1 %   |
| Sources des données : Insee |              |                                           |                                     |                            |          |          |

Selon l'enquête de l'Insee en 1999, les revenus moyens par ménage sont de l'ordre de 18 584 euros par an, alors que la moyenne nationale est de 15 027 euros par an. Par contre, aucun foyer n'est soumis à l'impôt de solidarité sur la fortune.

### Monuments laïcs

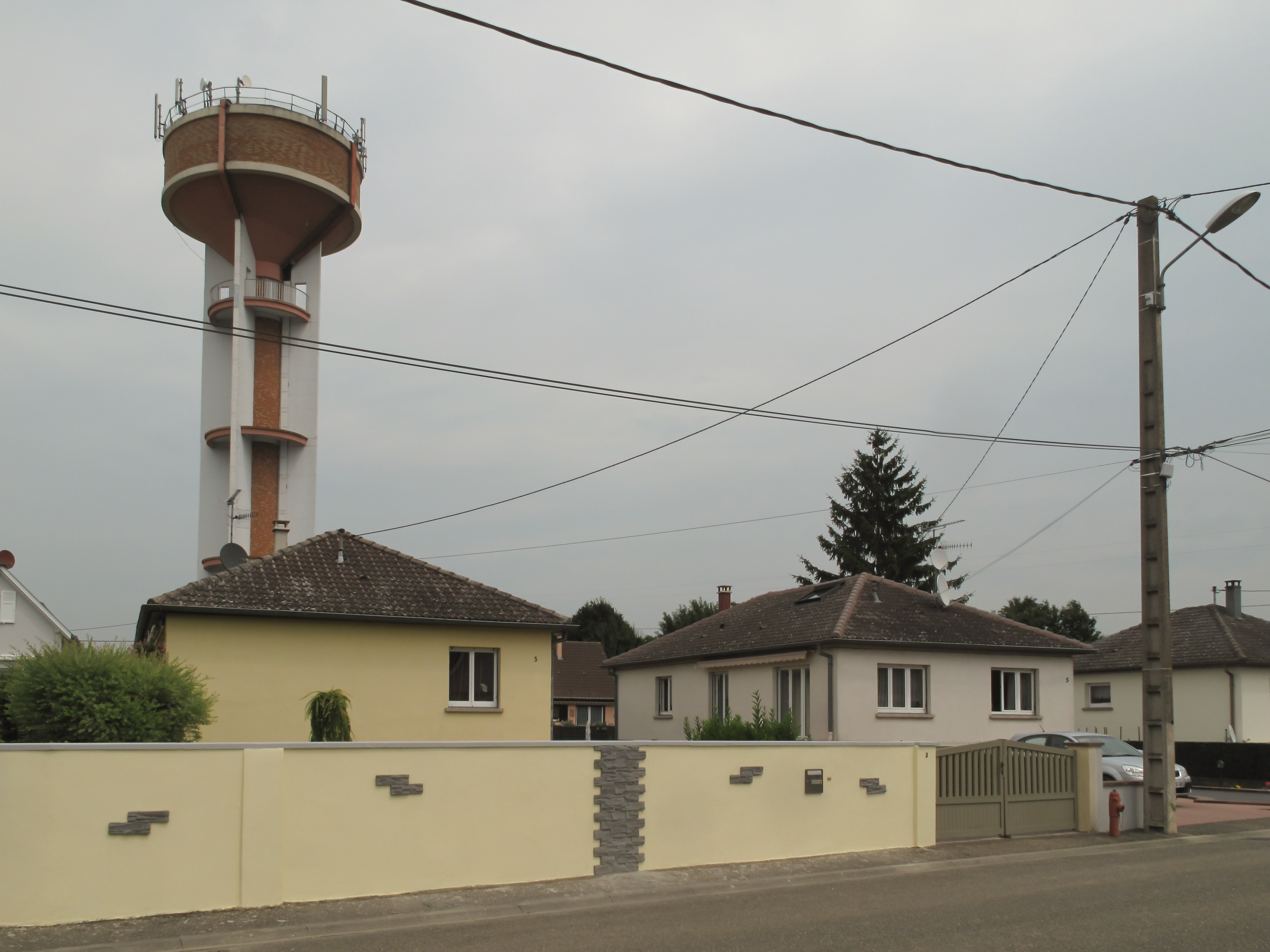
Château d'eau dans la rue.

Le monument aux morts est assez sobre. Il est installé sur la façade est de l'église, à droite de l'entrée.
Une plaque commémorative en l'honneur des libérateurs du village, de février 1945, est installée au croisement de la rue de la 1re Armée Française et de la rue de la 5e Division Blindée.

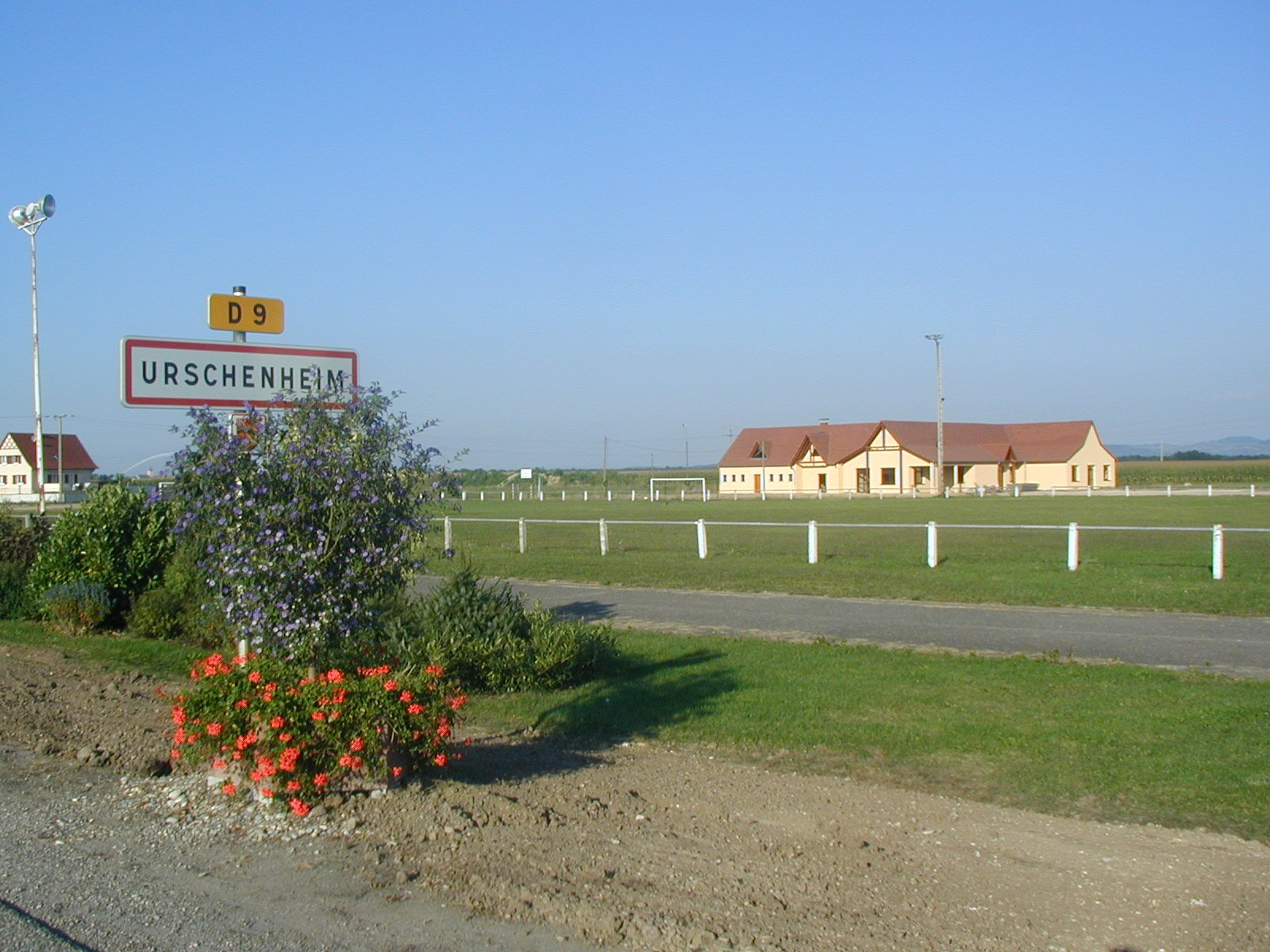
La salle polyvalente.

#### Bâtiments et équipement publiques
En 2006, la commune s'est dotée d'une salle polyvalente pour les manifestations publiques et privées. Elle est située sur la plateau sportif au sud de l'agglomération ; équipement de grande qualité, elle est très utilisée pour les événements familiaux.
Sur ce même plateau, est également installée une aire de jeu pour les enfants, un city-park est également présent.

### Patrimoine religieux

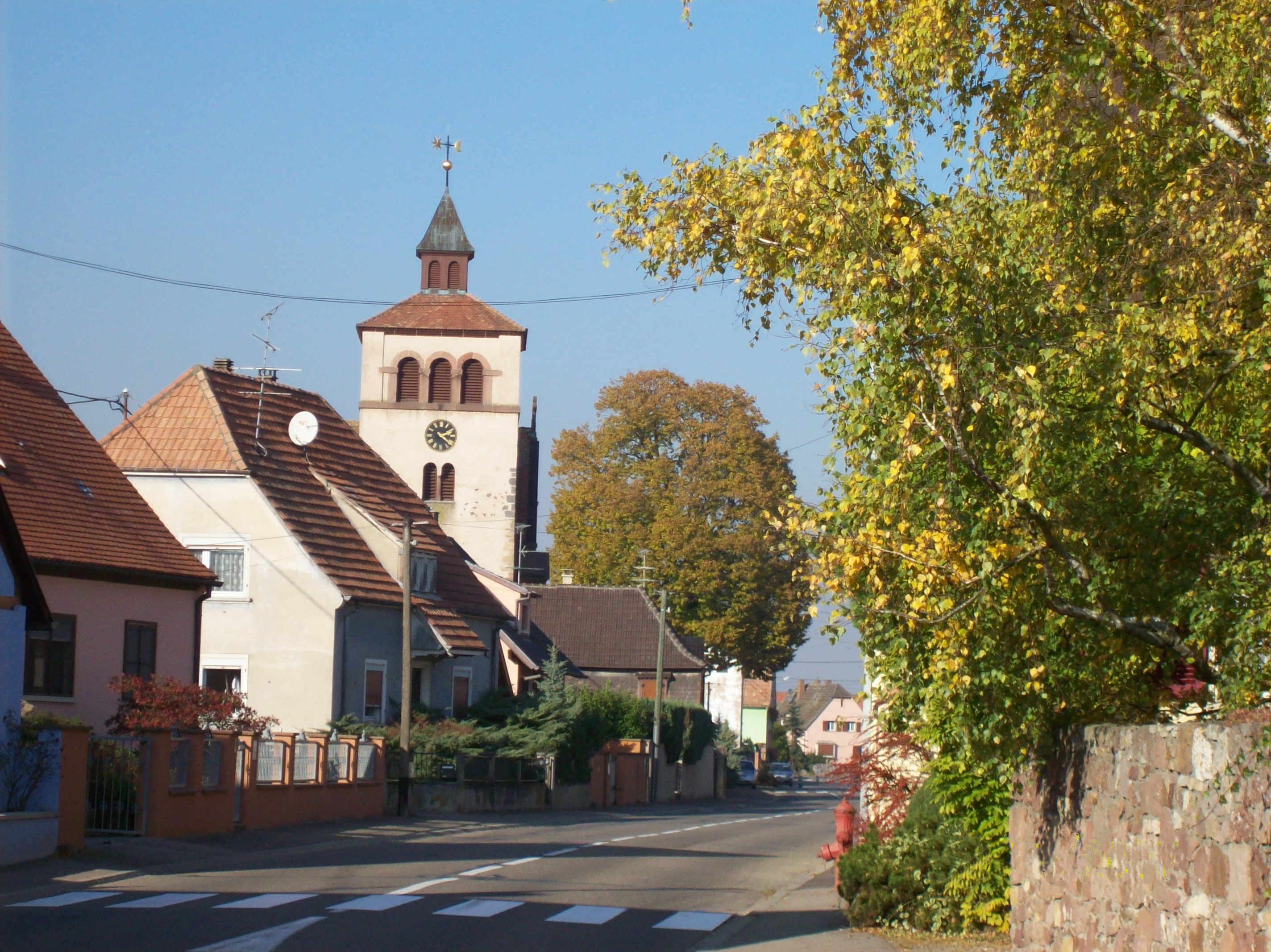
Grand'Rue et clocher classé.

L’église Saint-Georges est un chef-d’œuvre de l’art sacré.
De la petite chapelle construite vers la fin du XIIe siècle, il ne reste que la tour dont le rez-de-chaussée servait de chœur. L’église que nous connaissons est construite en 1836.
Le clocher se trouve classé aux monuments historiques depuis 1895. Il est orné de  peintures murales qui remontent au Moyen Âge. Le bâtiment a subi des dégradations à la suite de remontées d'eau. Des travaux sont en cours pour remédier à ces désordres et les peintures murales de la chapelle sont en cours  de restauration.
En 1951, l’abbé Vetter fit appel à Léon Zack, artiste moderniste, pour la restauration de l’église consécutive aux dommages de guerre. Ses œuvres figurent aujourd’hui dans tous les ouvrages d’art sacré et font l’objet de nombreuses visites.

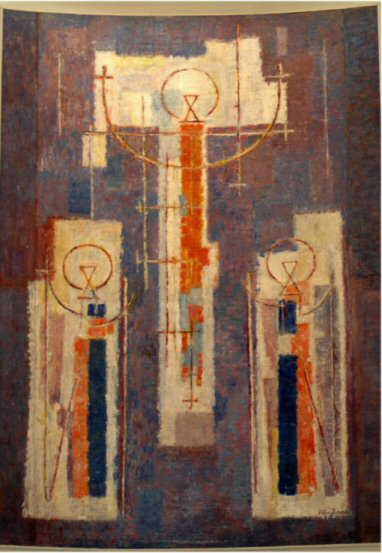
Toile l'Ascension de Léon Zack.

On peut admirer une toile abstraite dans le chœur sur le thème de l'Ascension, des stèles en grès dans la nef représentant Sainte Odile et Saint Arbogast, l'Antependium de l’autel et les vitraux qui rayonnent une symphonie de lumière dans l'église.
Le symbole du village est le dragon que Saint Georges a tué, d'où le nom de l'église. Georges de Lydda (vers 275/280 - 23 avril 303), saint Georges pour les chrétiens, est un martyr du ive siècle, saint patron de la chevalerie de toute la chrétienté (ordre du Temple, ordre Teutonique, ordre de la Jarretière, ordre de Saint-Michel et Saint-Georges…), il est principalement représenté en chevalier qui terrasse un dragon : allégorie de la victoire de la foi chrétienne sur le Démon (du bien sur le mal).
Son nom vient de Georgos (« qui cultive la terre », en grec). Il est honoré le 23 avril, le 3 novembre (translation des reliques et dédicace de l'église de Lydda (Israël), au IVe siècle) et le 23 novembre en Géorgie.